# Monument national Avi Kwa Ame
Avi Kwa Ame National Monument (prononcation /ə ˌ v iː k w ə ˈ ɑː m eɪ /, en Mojave : ʔaviː kʷaʔame, "la plus haute montagne", de ʔaviː, "montagne, rocher ", et ʔamay, "en haut, au-dessus",) est un monument national américain qui protège environ 2050 km² du désert de Mojave dans le sud du Nevada. Le président Joe Biden l'a érigé en monument le 21 mars 2023,. Il porte le nom d'Avi Kwa Ame, également connu sous le nom de Spirit Mountain, visible depuis la majeure partie du monument et considéré comme sacré en tant que site de création par les tribus Yuman. La majeure partie du monument est gérée par le Bureau of Land Management dans le cadre des National Conservation Lands, et le National Park Service gère la partie située dans la zone de loisirs nationale du lac Mead.

## Géographie
La zone protégée comprend des parties des monts Newberry, des monts Eldorado, des monts New York, de la chaîne McCullough et des monts Dead, ainsi que la majeure partie de la vallée de Piute et de la vallée de l'Eldorado qui les séparent. Le monument entoure les zones exclues autour des villes de Searchlight, Palm Gardens et Cal-Nev-Ari.
Le monument comprend toutes les zones sauvages de Spirit Mountain, South McCullough, Wee Thump Joshua Tree, Nellis Wash et Bridge Canyon, ainsi qu'une partie de Ireteba Peaks Wilderness. Il borde la zone de loisirs nationale du lac Mead, le Mojave Trails National Monument, le Mojave National Preserve et le Castle Mountains National Monument, créant ainsi une zone protégée contiguë beaucoup plus grande du désert de Mojave.
Les régions de Hiko Springs et de Grapevine Canyon possèdent des pétroglyphes amérindiens, dont certains ont déjà disparu,.
La section Mojave Road du Old Spanish National Historic Trail traverse le monument.

## Faune et flore

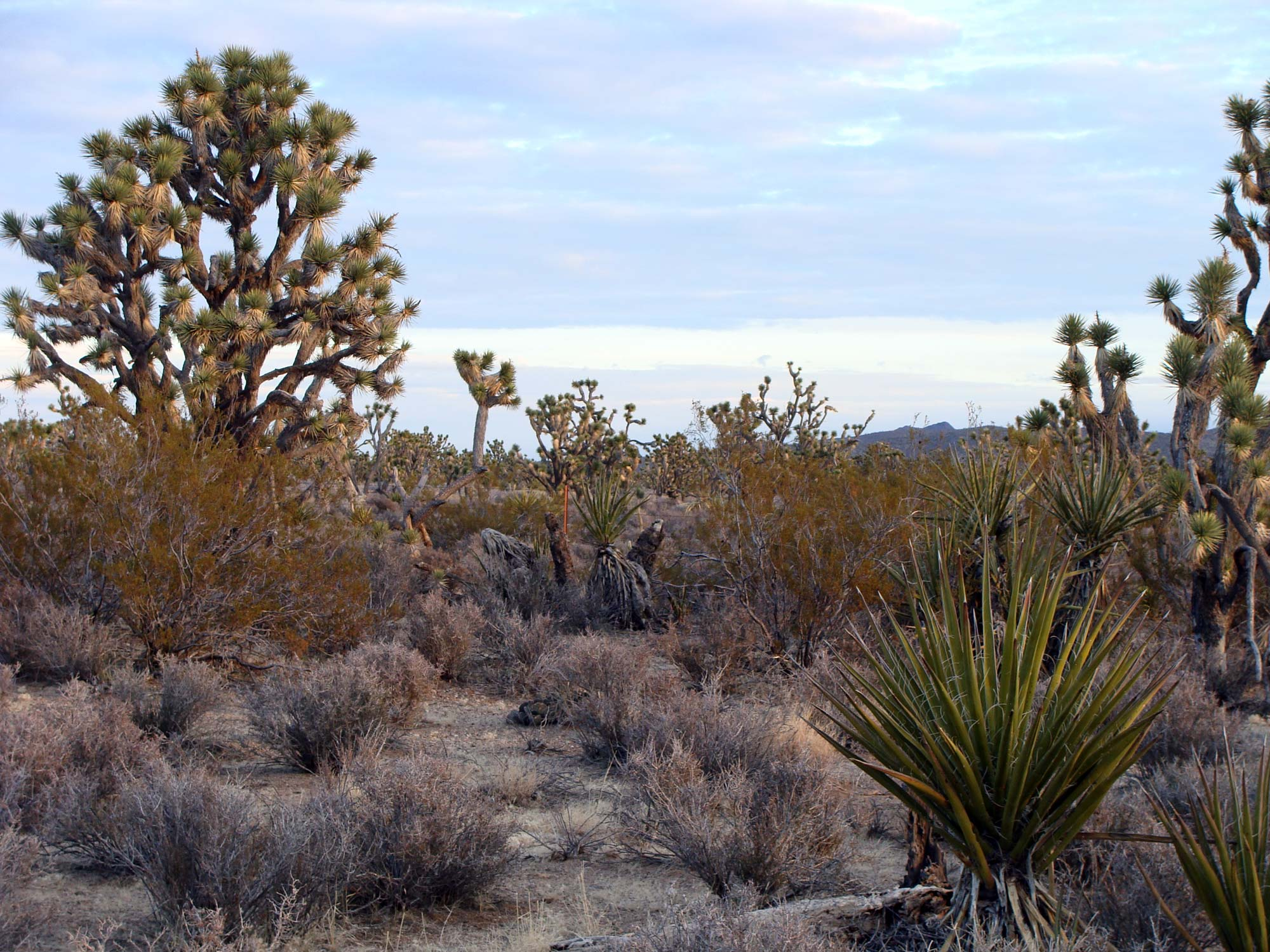
Wee Thump Joshua Tree Wilderness

Les espèces notables vivant dans le désert comprennent le mouflon d'Amérique du désert, la tortue du désert et l'aigle royal. Le désert de Mojave compte plus de 200 plantes endémiques. Un habitat significatif de l'arbre de Joshua se trouve dans la partie ouest du monument. La majorité de la zone a été désignée comme zone de préoccupation environnementale critique de Piute / Eldorado en 1996 afin de conserver l'habitat de la menacée tortue du désert,.

## Désignation en monument national
La tribu indienne de Fort Mojave plaide depuis longtemps pour la protection des ressources naturelles et culturelles de la région. Spirit Mountain a été inscrite au registre national des lieux historiques en 1999. Après qu'un projet de parc éolien à grande échelle ait rencontré l'opposition des résidents locaux de Searchlight, les résidents et les groupes tribaux ont commencé à faire pression pour la désignation de monument national en 2020. La Commission du comté de Clark a voté à l'unanimité pour soutenir le monument. En février 2022, la députée Dina Titus a présenté un projet de loi qui aurait désigné Avi Kwa Ame comme monument national,. La secrétaire à l'Intérieur, Deb Haaland, s'est rendue dans la région pour discuter de l'importance de la région en septembre et la directrice du BLM, Tracy Stone-Manning, ont organisé une assemblée publique en novembre. Le 30 novembre 2022, le président Biden a annoncé aux participants au sommet des nations tribales de la Maison Blanche qu'il s'était engagé à protéger la zone autour de Spirit Mountain.
Bien que la plupart des limites proposées excluent déjà l'énergie éolienne, la désignation du monument empêche le développement de nouvelles énergies éolienne et solaire, mettant la conservation des terres en conflit avec la réduction des émissions. Les propositions précédentes pour un parc éolien avaient été bloquées par le Bureau of Land Management et la création du monument a mis fin à la spéculation pour le projet révisé d'énergie éolienne de 308 MW Kulning,. Les développeurs d'énergie solaire ont demandé qu'une zone près de Laughlin soit exclue au profit du projet solaire Angora proposé de 2 500 acres et 400 MW, qui aurait une transmission vers l'ancienne centrale électrique de Mohave,, mais ce découpage n'a pas été inclus dans la désignation finale du monument.

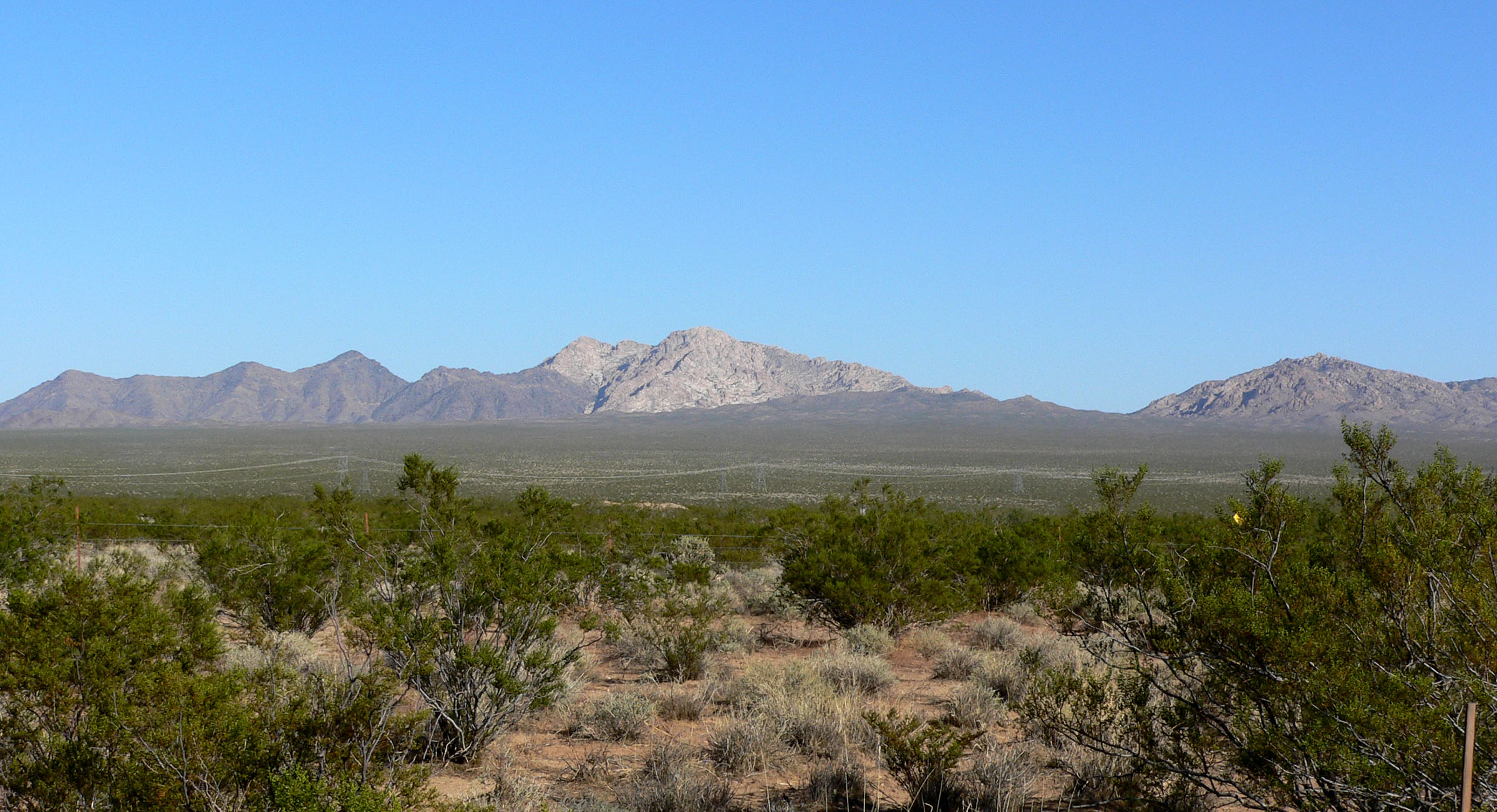
Les montagnes Newberry depuis la vallée de l'Eldorado, avec Spirit Mountain au centre

Le président Biden a annoncé la création du monument lors du Sommet sur la conservation en action de la Maison Blanche avec les chefs tribaux le 21 mars 2023, ainsi que le Castner Range National Monument. Il y a eu un retard de plus de trois mois dans la désignation du monument après que le président Biden a déclaré qu'il le ferait, en partie en raison de difficultés à planifier un événement au Nevada pour faire la proclamation. Les journalistes locaux s'attendaient à ce que Biden fasse la désignation lors d'un voyage à Las Vegas le 14 mars, mais les plans ont changé lorsque les membres du Congrès n'ont pas pu y assister. Faisant partie des objectifs de conservation du président Biden, Avi Kwa Ame était son plus grand acte de protection des terres, dépassant Camp Hale—Continental Divide National Monument jusqu'à ce qu'il désigne Baaj Nwaavjo I'tah Kukveni - Ancestral Footprints of the Grand Canyon National Monument en août. La désignation finale du monument était légèrement plus grande que les quelque 1800 km² proposés par les partisans, car il comprenait également trois zones de nature sauvage déjà protégées dans la zone de loisirs nationale du lac Mead, y compris Spirit Mountain elle-même,.
Le monument est géré par le Bureau of Land Management (BLM) et le National Park Service ; ce n'est pas une unité de Park Service, car sa partie chevauche la zone de loisirs nationale du lac Mead. Les petites zones appartiennent au Bureau of Reclamation et seront transférées au BLM.
En reconnaissance de l'influence autochtone sur la région, le monument aura un comité consultatif composé d'une majorité de membres appartenant aux nations tribales, et les nations tribales seront impliquées dans la co-intendance du monument similaire à la gestion du monument national Bears Ears.

## Voir également
- Liste des monuments nationaux des États-Unis